# Касмакты
Касмакты́ (баш. Ҡаҫмаҡты) — деревня в Белорецком районе Республики Башкортостан России. Входит в состав Абзаковского сельсовета. 
С 2005 года имеет современный статус, с 2007 года носит современное название.

## История
Поселок появился при строительстве железной дороги Магнитогорск — Белорецк. В нём жили семьи тех, кто обслуживал инфраструктуру разъезда. 
Статус деревня, сельского населённого пункта, посёлок получил согласно Закону Республики Башкортостан от 20 июля 2005 года № 211-з «О внесении изменений в административно-территориальное устройство Республики Башкортостан в связи с образованием, объединением, упразднением и изменением статуса населенных пунктов, переносом административных центров», ст.1:

6. Изменить статус следующих населенных пунктов, установив тип поселения: деревня:
 
5)  в Белорецком районе:…

о) поселка разъезда Космакта Абзаковского сельсовета
До 10 сентября 2007 года называлась деревней разъезда Космакта, ещё ранее деревней разъезда Космакты.

## География

### Географическое положение
Расстояние до:
- районного центра (Белорецк): 35 км,
- центра сельсовета (Абзаково): 13 км,
- ближайшей ж.-д. станции (Новоабзаково): 12 км.

## Население
| 2002 | 2009 | 2010 |
| ---- | ---- | ---- |
| 32   | ↗39  | ↘14  |